# Bryan Cartledge
Sir Bryan Cartledge KCMG (10 de junio de 1931), es un ex diplomático y académico británico.
Después de estudiar en Hurstpierpoint College y Saint John's College, Cambridge, ocupó puestos de investigación en St Antony's College, Oxford y el Instituto Hoover en la Universidad Stanford. Se inspiró para convertirse en diplomático después de haber sido invitado a ayudar al ex primer ministro y secretario de Relaciones Exteriores británico, Sir Anthony Eden, con sus memorias.
En el Servicio Diplomático Británico, Cartledge sirvió en Suecia, la Unión Soviética e Irán antes de ser nombrado, en 1977, Secretario Privado (Asuntos de Ultramar) del primer ministro británico; sirvió tanto a James Callaghan como a Margaret Thatcher en esa capacidad antes de asumir su primer nombramiento como embajador británico en Hungría en 1980. Luego dirigió la Secretaría de Defensa y Ultramar de la Cabinet Office, como subsecretario del British Cabinet, antes de regresar a Moscú como embajador, donde mantuvo tratos regulares con Mijaíl Gorbachov y Eduard Shevardnadze.
Cartledge dejó el Servicio Diplomático en 1988 tras su elección para ser Director del Linacre College, Oxford. En Oxford, ha editado seis libros sobre cuestiones medioambientales. Es diplomado en lengua húngara por la Universidad de Westminster (Reino Unido) y la Universidad de Debrecen (Hungría). Su historia de Hungría, The Will to Survive, cumple una aspiración que surgió de su profundo interés por el país donde sirvió tres años como embajador. Posteriormente escribió Károlyi & Bethlen: Hungary – The Peace Conferences of 1919-23 and Their Aftermath.